# Prebreza
Prebreza (cyr. Пребреза) – wieś w Serbii, w okręgu toplickim, w gminie Blace. W 2011 roku liczyła 230 mieszkańców.